# 埃米希 (萊寧根親王)
萊寧根的埃米希（德語：Emich zu Leiningen，1866年1月18日—1939年7月18日），末代萊寧根親王，1904年至1918年在位。

## 家庭
1894年，埃米希與霍恩洛厄-朗根堡親王赫爾曼的女兒費奧多爾（Feodore）結婚，兩人共有4子1女：
1. 維多利亞（1895年—1973年）
2. 埃米希·恩斯特（1896年—1918年）
3. 卡爾（英语：Karl, Prince of Leiningen）（1898年—1946年）
4. 赫爾曼（德语：Hermann zu Leiningen）（1901年—1971年）
5. 黑索（1903年—1967年）